# Jack Sanders
Jack Sanders (Bolton, 15 marzo 1999) è un calciatore inglese, difensore dei MK Dons.

## Carriera
Ha iniziato a giocare all'età di 18 anni nel 2017 con il Charnock Richard in North West Counties Football League (nona divisione inglese), trasferendosi dopo una stagione al Leek Town, club della Northern Premier League Division One West (ottava divisione inglese). Nell'estate del 2019 diventa professionista firmando un contratto con il Wigan, club della seconda divisione inglese. Nel dicembre del 2019 passa in prestito in National League North (sesta divisione) ai Blyth Spartans, dove gioca da titolare fisso (11 presenze) fino al febbraio del 2020, quando il Wigan lo richiama dal prestito per cederlo contestualmente con la medesima formula al Southport, altro club del medesimo campionato, con cui Sanders prima della sospensione del torneo per via della pandemia di Covid-19 gioca altre 3 partite.
Dopo una parentesi di alcuni mesi nuovamente al Wigan (nel frattempo retrocesso in terza divisione) nell'ottobre del 2020 passa in prestito sempre in National League North al Fylde, con cui gioca 5 partite di campionato ed una partita in FA Cup; nel febbraio del 2021, complice la nuova interruzione del campionato per via della pandemia di Covid-19, torna al Wigan, dove rimane fino al termine della stagione 2020-2021.
Nell'estate del 2021 si trasferisce al Kilmarnock, club appena retrocesso nella seconda divisione scozzese, dove con una rete (la sua prima in carriera tra i professionisti) in 18 partite contribuisce alla vittoria del campionato. Gioca poi la prima metà della stagione 2022-2023 sempre in seconda divisione, ai Cove Rangers: dopo un gol in 12 partite di campionato fa ritorno al Kilmarnock, con cui nella seconda metà della stagione 2022-2023 gioca 4 partite nella prima divisione scozzese. Rimane in questa categoria anche nella prima metà della stagione 2023-2024, senza però mai giocare in campionato; nella seconda metà della stagione realizza invece una rete in 14 presenze in prestito in seconda divisione all'Ayr Utd.
Nell'estate del 2024 si trasferisce al St. Johnstone, altro club della prima divisione scozzese, dove gioca da titolare (22 presenze ed una rete in campionato) fino alla sessione invernale del calciomercato, quando fa ritorno in Inghilterra, ai MK Dons, con cui conclude l'annata realizzando una rete in 13 presenze nella quarta divisione inglese.

## Palmarès

### Club

#### Competizioni nazionali
- Scottish Championship: 1

Kilmarnock: 2021-2022